# Leave It to Beaver
Leave It to Beaver was een sitcom die in de Verenigde Staten liep van 1957 tot en met 1963. Het verhaal richt zich op een naïeve jongen genaamd Theodore "Beaver" Cleaver en zijn avonturen op school, thuis en in zijn buurt. De serie werd een stijlicoon in de Verenigde Staten en kreeg het stempel de ideale familie te verbeelden.

## Achtergrond
De serie, die werd geproduceerd door Joe Connelly en Bob Mosher, was de eerste primetime sitcom die werd verteld vanuit de ogen van een kind. Connelly en Mosher haalden voor de verhaallijnen inspiratie uit de belevingen en conversaties tussen hun eigen kinderen. Leave It to Beaver werd door velen positief ontvangen. Zo vergeleek het tijdschrift Variety de serie met Mark Twains Tom Sawyer. Tijdens de loop van de serie werd er veel merchandise verkocht, waaronder bordspellen, boeken en stripverhalen. Wegens het succes kreeg hij in 1983 ook zijn eigen televisiefilm, genaamd Still the Beaver en zelfs een tweede televisieserie, The New Leave It to Beaver (1985-1989). In 1997 volgde een gelijknamige filmversie. Desondanks won de serie nooit prijzen, maar werd hij wel genoemd in TIME's lijst van de "100 beste televisieseries aller tijden".

## Geschiedenis

### Concept, pilot & première
In 1957 kwamen Joe Connelly en Bob Mosher op het idee een televisieserie te schrijven over het opgroeien als kind en leven in een gezin. In tegenstelling tot series als The Adventures of Ozzie and Harriet, Father Knows Best en andere sitcoms, zou deze serie zich niet richten op de ouders, maar op de kinderen. Ook zou de kijk op de behandelde onderwerpen genomen worden vanuit het perspectief van een kind. Werktitels tijdens het maken van de serie zouden It's a Small World en Wally and the Beaver zijn. De pilotaflevering ging op 23 april 1957 in première als It's a Small World. Deze aflevering werd uitgezonden als onderdeel van de televisieserie Studio 57.
Casey Adams en Paul Sullivan waren acteurs die in de pilotaflevering te zien waren, maar later vervangen zouden worden door Hugh Beaumont en Tony Dow. De serie debuteerde zes maanden later, op 6 oktober 1957 op CBS. Ze wilden die avond de aflevering "Captain Jack" uitzenden, maar de aflevering bevatte beelden van een toilet. Dit werd in deze dagen gezien als controversieel, waardoor de makers kozen voor een andere aflevering om mee te debuteren. "Captain Jack" zou een week later alsnog uitgezonden worden.

### Sponsors, budget en cast
Remington Rand werd gezien als een potentiële sponsor van de serie. Toen hij werd gevraagd, had het nog de werktitel Wally and the Beaver. Hij vond dit echter te veel klinken als een kindernaam en suggereerde de titel Leave It to Beaver. De serie zou uiteindelijk gesponsord worden door Ralston Purina.
Elke aflevering had een budget van tussen de $30.000 en $40.000. Dit heeft tegenwoordig een waarde van $222.316 en $295.088. Hiermee was het een van de duurste series van zijn tijd. De reden voor de hoge kosten was het feit dat veel scènes in de buitenlucht werden opgenomen. De duurste aflevering zou $50.000 kosten.
Duizenden jongens deden auditie voor de rol van Beaver, maar de makers bleven Jerry Mathers terugbellen. Op zijn auditie droeg hij een scoutinguniform. De tweede die gecast werd, was Barbara Billingsley als de moeder. Billingsley had ervaring met B-films en een mislukte televisieserie. De jonge tiener Tony Dow zou volgen. Hij had in eerste instantie geen belangstelling om te acteren. Toen hij met een vriend in de studio was om hem bij te staan in een auditie, besloot Dow een gok te wagen en deed auditie voor de rol van Wally. Hij viel in de smaak en werd al snel gecast. De patriarch werd pas als laatste gecast. De rol ging naar Hugh Beaumont.